# Parkway Village (Kentucky)
Parkway Village es una ciudad ubicada en el condado de Jefferson en el estado estadounidense de Kentucky. En el Censo de 2010 tenía una población de 650 habitantes y una densidad poblacional de 2.851,89 personas por km².

## Geografía
Parkway Village se encuentra ubicada en las coordenadas 38°12′41″N 85°44′17″O / 38.21139, -85.73806. Según la Oficina del Censo de los Estados Unidos, Parkway Village tiene una superficie total de 0.23 km², de la cual 0.23 km² corresponden a tierra firme y (0%) 0 km² es agua.

## Demografía
Según el censo de 2010, había 650 personas residiendo en Parkway Village. La densidad de población era de 2.851,89 hab./km². De los 650 habitantes, Parkway Village estaba compuesto por el 91.85% blancos, el 2.46% eran afroamericanos, el 0.92% eran amerindios, el 1.23% eran asiáticos, el 0% eran isleños del Pacífico, el 1.23% eran de otras razas y el 2.31% pertenecían a dos o más razas. Del total de la población el 3.69% eran hispanos o latinos de cualquier raza.